# Copa Libertadores 1967
De Copa Libertadores 1967 was de achtste editie van dit continentale voetbalbekertoernooi van de CONMEBOL.
Het was het tweede toernooi (na 1964) waaraan clubs uit alle tien CONMEBOL landen deel namen. Aan deze editie namen negentien clubs deel. Het toernooi begon op 11 februari en eindigde op 29 augustus. Racing Club uit Argentinië won de beker voor de eerste keer door in de finale Nacional uit Uruguay te verslaan.
Als winnaar van deze editie speelde Racing Club tegen Celtic FC, de winnaar van de Europacup I, in de achtste editie van de wereldbeker voetbal.

## Gekwalificeerde teams
| Land       | Landskampioen          | Nummer 2                  |
| ---------- | ---------------------- | ------------------------- |
| Argentinië | Racing Club            | CA River Plate            |
| Bolivia    | Club Bolívar           | Club 31 de Octubre        |
| Brazilië   | Cruzeiro EC            | Santos FC *               |
| Chili      | Universidad Católica   | Colo-Colo                 |
| Colombia   | Independiente Santa Fe | Independiente Medellín    |
| Ecuador    | Barcelona SC           | CS Emelec                 |
| Paraguay   | Cerro Porteño          | Club Guaraní              |
| Peru       | Sport Boys             | Universitario de Deportes |
| Uruguay    | Nacional               | Peñarol (+ titelhouder)   |
| Venezuela  | Deportivo Italia       | Deportivo Galicia         |

* Zag van deelname af omdat dit hun prestaties in de nationale voetbalcompetitie in gevaar kon brengen.

## Eerste ronde
De 20 wedstrijden werden tussen 11 februari en 16 mei gespeeld.

### Groep 1
| Teams                     | Pts | Pld | W | D | L | GF | GA | GD  |
| ------------------------- | --- | --- | - | - | - | -- | -- | --- |
| Cruzeiro EC               | 15  | 8   | 7 | 1 | 0 | 22 | 6  | 16  |
| Universitario de Deportes | 11  | 8   | 5 | 1 | 2 | 11 | 8  | 3   |
| Sport Boys                | 5   | 8   | 2 | 1 | 5 | 10 | 11 | −1  |
| Deportivo Galicia         | 5   | 8   | 2 | 1 | 5 | 5  | 10 | −5  |
| Deportivo Italia          | 4   | 8   | 1 | 2 | 5 | 3  | 16 | −13 |

### Groep 2
De 30 wedstrijden werden tussen 19 februari en 14 mei gespeeld.
| Teams                  | Pts | Pld | W | D | L | GF | GA | GD  |
| ---------------------- | --- | --- | - | - | - | -- | -- | --- |
| Racing Club            | 17  | 10  | 8 | 1 | 1 | 29 | 7  | 22  |
| CA River Plate         | 15  | 10  | 6 | 3 | 1 | 29 | 9  | 20  |
| Independiente Santa Fe | 13  | 10  | 3 | 2 | 5 | 33 | 27 | 6   |
| Club Bolívar           | 5   | 10  | 2 | 4 | 4 | 11 | 21 | −10 |
| Independiente Medellín | 5   | 10  | 3 | 1 | 6 | 12 | 22 | −10 |
| Club 31 de Octubre     | 5   | 10  | 2 | 1 | 7 | 12 | 29 | −17 |

### Groep 3
De 42 wedstrijden werden tussen 12 februari en 17 mei gespeeld.
| Team                 | Pts | Pld | W | D | L | GF | GA | GD  |
| -------------------- | --- | --- | - | - | - | -- | -- | --- |
| Nacional             | 19  | 12  | 9 | 1 | 2 | 34 | 12 | 22  |
| Colo-Colo            | 15  | 12  | 7 | 1 | 4 | 30 | 28 | 2   |
| Universidad Católica | 13  | 12  | 5 | 3 | 4 | 19 | 16 | −3  |
| Club Guaraní         | 10  | 12  | 4 | 2 | 6 | 18 | 15 | 3   |
| CS Emelec            | 9   | 12  | 4 | 1 | 7 | 16 | 24 | −8  |
| Barcelona SC         | 9   | 12  | 4 | 1 | 7 | 14 | 24 | −10 |
| Cerro Porteño        | 9   | 12  | 4 | 1 | 7 | 14 | 26 | −12 |

## Halve finale

### Groep 1
De 12 wedstrijden werden tussen 31 mei en 12 juli gespeeld.
| Team                      | Pts | Pld | W | D | L | GF | GA | GD |
| ------------------------- | --- | --- | - | - | - | -- | -- | -- |
| Racing Club               | 9   | 6   | 4 | 1 | 1 | 11 | 5  | 6  |
| Universitario de Deportes | 9   | 6   | 4 | 1 | 1 | 10 | 5  | 5  |
| CA River Plate            | 3   | 6   | 0 | 3 | 3 | 4  | 8  | −4 |
| Colo-Colo                 | 3   | 6   | 1 | 1 | 4 | 3  | 10 | −7 |

### Groep 2
De 6 wedstrijden werden tussen 11 juni en 16 juli gespeeld.
| Team        | Pts | Pld | W | D | L | GF | GA | GD |
| ----------- | --- | --- | - | - | - | -- | -- | -- |
| Nacional    | 5   | 4   | 2 | 1 | 1 | 6  | 4  | 2  |
| Cruzeiro EC | 4   | 4   | 2 | 0 | 2 | 5  | 6  | −1 |
| Peñarol     | 3   | 4   | 1 | 1 | 2 | 5  | 6  | −1 |

## Finale
De wedstrijden werden op 15 en 25 augustus gespeeld, de play-off op 29 augustus werd in het Nationaalstadion in Santiago, Chili gespeeld.
| Team        | Totaal | Team     | 1ste wedstrijd | 2de wedstrijd | Play-off |
| ----------- | ------ | -------- | -------------- | ------------- | -------- |
| Racing Club | 2-1    | Nacional | 0-0            | 0-0           | 2-1      |

## Kampioen
|                        |
| Vlag van Argentinië    |
| Racing Club 1ste titel |

1948 · 1960 · 1961 · 1962 · 1963 · 1964 · 1965 · 1966 · 1967 · 1968 · 1969 · 1970 · 1971 · 1972 · 1973 · 1974 · 1975 · 1976 · 1977 · 1978 · 1979 · 1980 · 1981 · 1982 · 1983 · 1984 · 1985 · 1986 · 1987 · 1988 · 1989 · 1990 · 1991 · 1992 · 1993 · 1994 · 1995 · 1996 · 1997 · 1998 · 1999 · 2000 · 2001 · 2002 · 2003 · 2004 · 2005 · 2006 · 2007 · 2008 · 2009 · 2010 · 2011 · 2012 · 2013 · 2014 · 2015 · 2016 · 2017 · 2018 · 2019 · 2020 · 2021 · 2022 · 2023